# 메가톤급 무사시
《메가톤급 무사시》(일본어: メガトン級ムサシ)는 LEVEL-5 제작에 의한 컴퓨터 게임 및 동작품에 등장하는 로봇 병기, 및 그것들을 중심으로 한 미디어 믹스 컨텐츠.

## 개요
『이나즈마 일레븐』부터 시작되는 레벨 파이브의 크로스 미디어 프로젝트의 제5탄이 되는 타이틀. 앞의 같은 프로젝트 작품군과 같이, TV 애니메이션 · 코믹 · 완구 등이라고 하는 다각 미디어 전개를 한다. 2016년 7월 27일 「LEVEL5 VISION 2016」에서 공식 발표되었다.
내용은 오리지널 로봇 액션과 학원 드라마를 융합시킨 RPG. 레벨 파이브로서는 『골판지전기』 이래로 오리지널 로봇을 주제로 한 작품이지만, 본 작품은 『골판지전기』와 달리 탑승형의 거대 로봇을 다루고 있다. 새로운 시도로서 1개의 스토리를 미디어 마다 다른 캐릭터로부터의 시점에서 그리는 저핑형 스토리의 도입이나, 슈에이사의 「주간 소년 점프」와의 미디어 제휴 등이 있다. 반다이의 완구 전개 기획도 진행 중이다.
프로듀스를 맡고 있는 히노 아키히로에 따르면 각 미디어 전개에 대해 처음에는 2017년 여름부터 시작했지만, 이후 2020년 9월 26일에 온라인이라는 형태로 전송된 도쿄 게임쇼의 레벨 파이브 전송 파트 프로그램에서 TV 애니메이션이 2021년 여름경에 방송될 예정이라고 밝혔다. 이에 대해 프로듀서 히노 아키히로는 "애니메이션과 CG의 경계선과 같은 재미있는 영상작품이 될 것"이라고 이 TV애니메이션에 대해 말했다. 또, 캐치 카피인 「대역습 로봇 액션」대로, 로봇의 무게나 크기를 각각 표현되고 있는 것이나, 로봇을 「커스터마이즈」하는 씬이나 배틀하는 씬도 이 전달 프로그램에서 공개되었다. 다만, 프로듀서 히노 아키히로는 「아직 개발 도중」이라고 하여, 한층 더 브러쉬 업에 대해서도 이야기하고 있다.